# Nichtionische Tenside
Als nichtionische Tenside oder Niotenside bezeichnet man Tenside, die keine dissoziierbaren funktionellen Gruppen enthalten und daher bei Kontakt mit Wasser zwar in Wasser löslich sind, aber  keine Ionen bilden. Wie alle Tenside sind auch nichtionische Tenside aus einem unpolaren und einem polaren Molekülabschnitt aufgebaut. Ein unpolarer Abschnitt ist z. B in einem Fettalkohol die lange Kette von C-Atomen (C10–C16) und die polare Gruppe ist in diesem Fall die Hydroxygruppe. Eine Verbindung dieser Art ist jedoch nicht ausreichend hydrophil. Sie ist damit nur schlecht in Wasser löslich und kein Tensid. Durch Einbau von hydrophileren Ethoxy-Einheiten (enthalten z. B in Polyethylenglycol) in die lange Kette von C-Atomen und durch Ersatz der einzigen Hydroxygruppe durch ein Monosaccharid mit vielen Hydroxygruppen wird die Verbindung hydrophiler. Die Verbindung ist damit als sog.  amphiphile Verbindung ausreichend gut in Wasser löslich und kann als nichtionisches Tensid fungieren.

## Typische Vertreter
| Klasse                                                | allgemeine Summenformel           | Beispiele                                                                    |
| ----------------------------------------------------- | --------------------------------- | ---------------------------------------------------------------------------- |
| Polyalkylenglycolether (Fettalkoholethoxylate (FAEO)) | CH3–(CH2)10–16–(O-C2H4)1–25–OH    |                                                                              |
| Fettalkoholpropoxylate (FAPO)                         | CH3–(CH2)10–16–(O-C3H6)1–25–OH    |                                                                              |
| Alkylglucoside                                        |                                   | Polysorbat 20 (Tween 20), Octyl-β-Glucosid, N-Octyl-β-D-1-thioglucopyranosid |
| Alkylpolyglucoside (APG)                              | CH3–(CH2)10–16–(O-Glykosid)1–3–OH |                                                                              |
| Oktylphenolethoxylate                                 | C8H17–(C6H4)–(O-C2H4)1–25–OH      | Octoxinol-9 (Triton X-100)                                                   |
| Nonylphenolethoxylate                                 | C9H19–(C6H4)–(O-C2H4)1–25–OH      | Nonoxinol-9                                                                  |

Daneben gibt es weitere nichtionische Tenside unterschiedlicher Stoffklassen, z. B. 3,5-Dimethyl-1-hexin-3-ol (Surfynol 61).

## Herstellung
Die Ethoxylat-Typen werden durch Umsetzung von Fettalkohol bzw. Phenol mit Ethylenoxid gewonnen.

## Wichtige Begriffe

### HLB-Wert
Der HLB-Wert (Hydrophil-Lipophil-Balance) gibt das Masse-Verhältnis zwischen dem polaren und dem unpolaren Teil an. Tenside mit einem niedrigen HLB-Wert haben gute Fett lösende Eigenschaften, ein hoher HLB-Wert bewirkt eine gute Benetzung hydrophiler Oberflächen. Aufgrund unterschiedlicher HLB-Werte lassen sich stabile Emulsionen – O/W bis W/O Systeme aufbauen.

### Trübungspunkt
Der Trübungspunkt ist diejenige Temperatur, bei der eine nicht-Ionische-Tensidlösung (1 g/100 ml) trüb wird. Diese Temperatur ist umso höher, je höher der HLB-Wert ist. Der Trübungspunkt ist somit ein Qualitätsmerkmal. Der Trübungspunkt wird je nach Methode in Wasser, 1 % NaCl-Lösung oder 25 % Butyldiglycol-Lösung ermittelt. Der Trübungspunkt ist ferner abhängig von der Tensidkonzentration.

## Ökologie
Nonylphenolethoxylate sind ökologisch bedenklich, sie sind zwar teilweise gut abbaubar, aber die Abbauprodukte (besonders Nonylphenol) stehen unter dem Verdacht, eine hormonaktive (estrogene) Wirkung zu besitzen. Daher wird von der chemischen Industrie schon seit längerem auf ihren Einsatz freiwillig verzichtet.
Fettalkoholethoxylate sind unterschiedlich gut abbaubar. Am besten abbaubar sind Fettalkoholethoxylate, die auf linearen (unverzweigten) Fettalkoholen basieren, die nur mit Ethylenoxid umgesetzt und die endständige -OH Gruppe belassen wurde.
Umsetzungen des Alkohols mit Ethylenoxid/Propylenoxid (EO/PO) sind schlechter biologisch abbaubar. Der Abbaubarkeit ist es ebenfalls abträglich, wenn die endständige Alkoholgruppe zum Ether umgesetzt wird (endgruppenverschlossen).
Alkylpolyglucoside sind leicht abbaubar und können komplett aus nachwachsenden Rohstoffen hergestellt werden.